# Davit Khocholava
Davit Khocholava (georgisk: დავით ხოჭოლავა; født 8. februar 1993 i Tbilisi i Georgien) er en tidligere professionel georgisk fodboldspiller, der senest spillede for den danske superligaklub F.C. København. Forinden opholdet i København spillede han i FK Sjakhtar Donetsk. Khocholava spillede endvidere for det georgiske landshold.

## Klubkarriere

### Yngre år
Khocholava begyndte sin karriere i FC Saburtalo Tbilisi, hvor han først træner var Giorgi Devdariani. En række af hand holdkammarater, herunder Valeri Kazaishvili, Giorgi Chanturia og Lasha Parunashvili, blev succesfulde spillere og en del af Georgiens landshold. Khocholava var angriber i begyndelsen af sin karriere. Devdariani flyttede ham dog ned i forsvaret, hvilket Davit accepterede.
Khocholava fik kontrakt med FC Dinamo Tbilisi i 2011, men havde vanskeligt ved at komme i startopstillingen, hvorfor der han fik et lejeophold på seks måneder i FC Kolkheti Poti. I 2014 skifede han til FC Shukura Kobuleti.
Khocholava spillede en enkelt sæson i klubben, hvorefter han skiftede til FC Chornomorets Odesa i sommeren 2015, hvor han blev en fast del af startopstillingen.

### Shakhtar Donetsk
I april 2017 bekræftede FK Sjakhtar Donetsk at have indgået en fem-årig aftale med Khocholava for den følgende sæson.

### F.C. København
Den 6. juli 2021 blev det offentliggjort, at Khocholava havde skrevet kontrakt med FCK.
Han opnåede i FCK fast spilletid i midterforsvaret, indtil en længerevarende skadesperiode holdt ham ud af holdet det meste af 2023. Skaden viste sig at være længerevarende, og Khocholava måtte indstille karrieren i sommeren 2024. 

## Landsholdskarriere
Khocholava har spillet for diverse georgiske ungdomslandshold. Han blev udtaget til det georgiske A-landshold i en VM-kvalifikaitonskamp mod Østrig i september 2016 og fik debut i en venskabskamp mod Usbekistan i januar 2017.

## Titler
Olimpi Rustavi
- Georgian Super Cup: 2010

Dinamo Tbilisi
- Georgisk liga: 2012–13
- Georgisk cup: 2012–13

Sjakhtar Donetsk
- Ukraines førstedivision i fodbold: 2017–18 og 2018–19
- Ukrainske Cup: 2017–18 og 2018–19
- Ukrainske Super Cup: 2017

F.C. København
- Superligaen 2022-23
- Superligaen 2021-22
- DBU Pokalen 2022-23